# Lonesome George

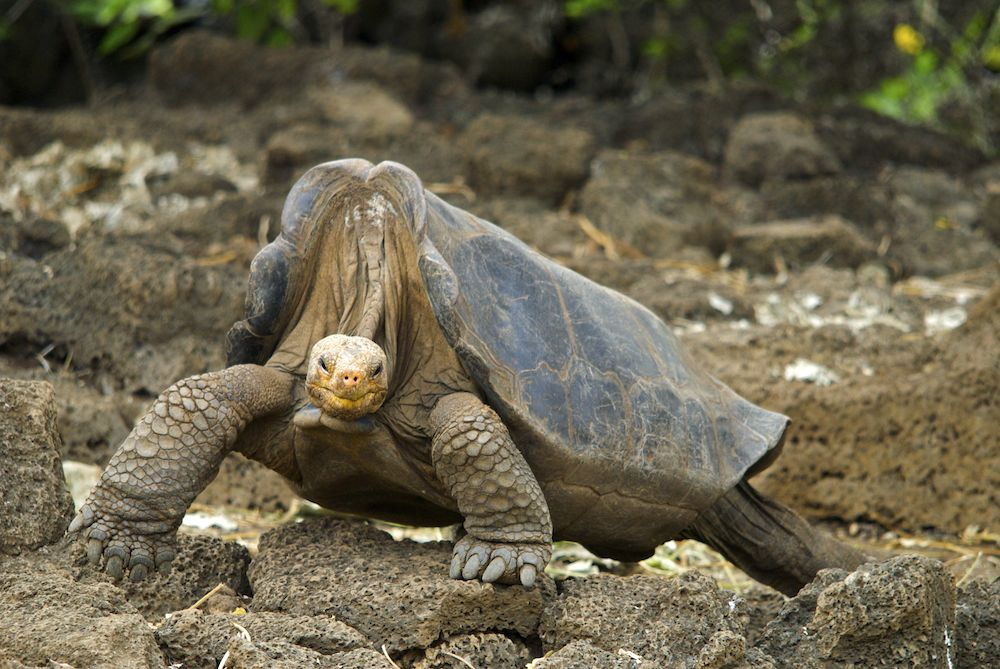
Lonesome George

Lonesome George, in italiano George il Solitario (1910 circa - Galapagos, 24 giugno 2012), è stato un esemplare maschio di Chelonoidis abingdonii, una specie di testuggine insediata nell'isola di Pinta, una delle più piccole e isolate dell'arcipelago delle Galápagos. È noto per essere stato l'ultimo rappresentante vivente di quella specie, ritenuta addirittura estinta prima del suo ritrovamento, diventando di conseguenza un simbolo della lotta per la conservazione dell'ecosistema dell'arcipelago. Dopo svariati tentativi, mai andati a buon fine, di farlo accoppiare con femmine di altre specie prossime per generare esemplari ibridi che conservassero anche solo in parte i geni di Chelonoisis abingdonii, venne trovato morto nel 2012 (a un'età di circa 101 o 102 anni), sancendo così l'estinzione della specie.

## Ritrovamento

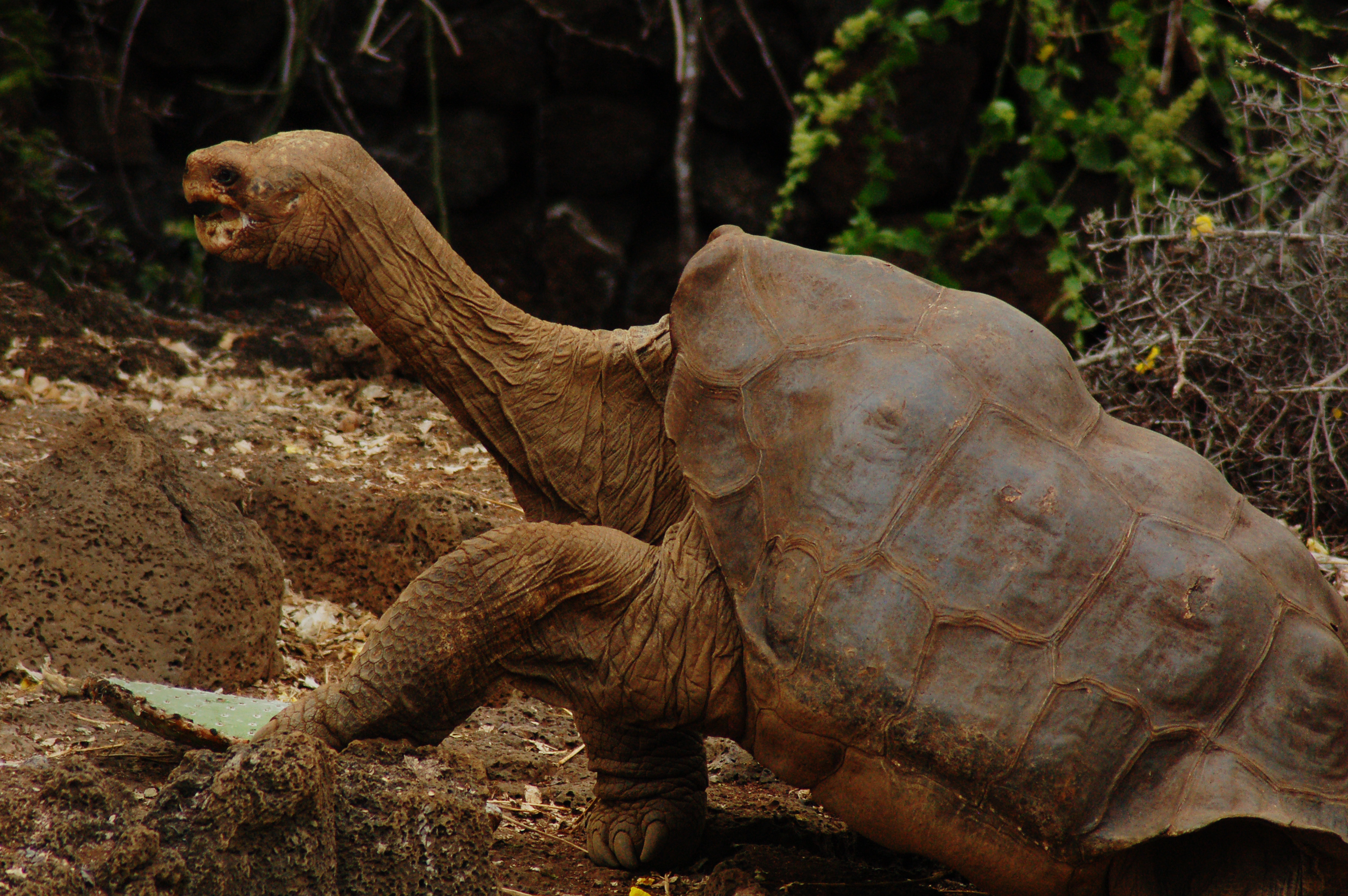
George alla Charles Darwin Research Station

La Chelonoidis abingdonii, spesso considerata una sottospecie di Chelonoidis nigra e caratterizzata dal carapace "a sella" e dal lungo collo che consentivano agli esemplari di raggiungere le foglie degli alberi fino ad una certa altezza, era ritenuta estinta a causa della caccia e dell'introduzione sull'isola di Pinta di mammiferi erbivori che sottraevano risorse alimentari alle testuggini del luogo, fino al 1971, anno in cui George fu scoperto.
L'anno dopo la testuggine venne trasferita alla Charles Darwin Research Station di Puerto Ayora, sull'isola di Santa Cruz, dove rimase fino alla morte. Venne chiamata George probabilmente in onore all'attore statunitense George Gobel, mentre l'appellativo lonesome (in italiano "solitario"), anch'esso affibbiato a Gobel, si riferiva alla sua condizione di unico superstite della sua specie, ma anche al suo rifiuto di accoppiarsi con le femmine che gli venivano affiancate.

## Tentativi di accoppiamento
Essendo la Chelonoidis abingdonii considerata funzionalmente estinta, e non potendo quindi George accoppiarsi con una femmina della sua stessa specie, furono fatti nei decenni diversi tentativi di farlo accoppiare con femmine di alcune specie (o sottospecie, a seconda della classificazione tassonomica adottata) prossime, provenienti da altre isole dell'arcipelago.

Le isole Galápagos e la distribuzione delle varie sottospecie di Chelonoidis nigra.

In particolare, nel 1992, dopo venti anni di solitudine, a George vennero affiancate alcune femmine della vicina isola di Isabela, la principale dell'arcipelago, nella convinzione, dettata dalla vicinanza geografica, che le due popolazioni stanziate su quell'isola (Chelonoidis nigra becki e Chelonoidis nigra vicina) fossero quelle filogeneticamente più vicine a Chelonoidis abingdonii, la specie di appartenenza di George. Alla fine degli anni novanta tuttavia alcuni studi filogenetici evidenziarono che la parentela più stretta con abingdonii sarebbe quella di Chelonoidis nigra hoodensis e di Chelonoidis nigra chathamensis, stanziate rispettivamente sulle isole di Española e San Cristobal, diametralmente opposte da Pinta nella geografia dell'arcipelago e da essa distanti più di 300 km. Questa apparente anomalia sarebbe spiegata dal fatto che le due sottospecie della vicina isola di Isabela (becki e vicina) sarebbero in realtà frutto di una separata e differente colonizzazione dell'arcipelago, mentre le due sottospecie di Española e San Cristobal (hoodensis e chathamensis) sarebbero quelle geograficamente e quindi filogeneticamente più vicine alla specie Geochelone chilensis, stanziata nel continente sudamericano e considerata l'antenata di tutte le testuggini delle Gálapagos (cioè di tutte le sottospecie di Chelonoidis nigra). Pertanto, è con le femmine di queste ultime due sottospecie che sarebbe stata maggiore l'affinità riproduttiva di George. Tuttavia non si diede seguito pratico ai risultati di questo studio.
Nel 2003 infatti furono condotte delle ricerche sistematiche per trovare degli esemplari di abingdonii sull'isola di Pinta e in moltissimi zoo di tutto il mondo, al fine di evitare l'ibridazione intraspecifica di eventuali discendenti di George con sottospecie diverse. Tuttavia le ricerche non diedero i frutti sperati. Non si è potuto escludere che esemplari di abingdonii fossero presenti presso proprietari privati sparsi per il mondo, ma la non tracciabilità di questi esemplari e l'incerta situazione normativa, diversa da Paese a Paese, rese impossibili precise ricerche in tal senso.
Il fallimento di questi tentativi fece propendere i ricercatori per la soluzione dell'ibridazione. Tuttavia, a dispetto dello studio del 1999, nel 2007 venne trovato sull'isola di Isabela un esemplare inizialmente ritenuto di abingdonii. Ma, oltre ad essere anch'esso un maschio, si rivelò, a seguito di indagini genetiche, a sua volta un ibrido, figlio di una femmina natìa di Isabela e di un maschio di abingdonii proveniente, non si sa come, da Pinta. Questo fatto suggerì però che non era da escludersi l'esistenza in vita del padre, o comunque di altri esemplari di abingdonii su Isabela, dove l'ibrido era stato trovato e dove sicuramente aveva vissuto anche il padre, rendendo quindi teoricamente possibile (per quanto improbabile) che George non ne fosse davvero l'unico sopravvissuto. Se fosse stata reperita una femmina non ibrida sarebbe stato quindi possibile tentare di fare accoppiare i due animali. Nemmeno su Isabela però furono trovati altri esemplari di abingdonii, né maschi né femmine, né vennero rintracciati altri ibridi.
Nel frattempo a George rimasero affiancate due femmine originarie di Isabela. Dai primi mesi del 2008 fu notato da parte sua un maggior interesse sessuale nei confronti delle due compagne, interesse manifestato con alcuni approcci ai quali non seguì però nessun accoppiamento vero e proprio. Nel luglio dello stesso anno suscitò grandi aspettative la deposizione di ben nove uova da parte di una delle due femmine: le uova vennero incubate artificialmente, ma già a novembre le aspettative si spensero alla notizia che molte di esse avevano subito consistenti riduzioni di peso; il mese successivo, a seguito di esame ai raggi X, venne confermata l'infertilità delle uova.
Nel 2009 venne data la notizia di una seconda deposizione da parte di una femmina di altre cinque uova, reputate in ottime condizioni ma in seguito rivelatesi anch'esse infertili.
Infine, nel 2011 un nuovo studio evidenziò una maggior compatibilità genetica fra abingdonii e Chelonoidis nigra porteri, la sottospecie stanziata sull'isola di Santa Cruz, sulla quale George viveva dal 1972. Di conseguenza gli vennero affiancate due femmine del luogo, ma la convivenza non portò ad accoppiamenti né a deposizioni di uova.

## La morte

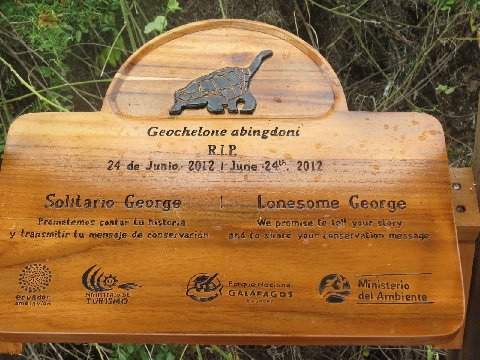
Targa commemorativa in onore di Lonesome George sull'isola di Santa Cruz.

George venne trovato morto il 24 giugno 2012, sancendo definitivamente l'estinzione di Chelonoidis abingdonii. Alla scoperta venne immediatamente raccolto dal corpo dell'animale un campione di materiale organico in vista di una futura coltura cellulare. Venne poi sottoposto ad un'autopsia dalla quale non emersero particolari problemi di salute, se non alcune irregolarità nei reni e al fegato: si poté comunque stabilire che l'animale fosse deceduto per cause naturali.
Si ritiene che al momento della morte avesse un'età di circa 100 anni.
Per alcuni mesi la carcassa fu sottoposta a crioconservazione. Nel giugno del 2013 fu trasferita a New York, imbalsamata e infine esposta l'inverno seguente all'American Museum of Natural History. Infine George fu rispedito alla Charles Darwin Research Station, dove aveva vissuto dal 1972 e dove il suo corpo è ora esposto ai visitatori.